# Eritrea i olympiska sommarspelen 2020
Eritrea deltog med en trupp på 13 idrottare vid de olympiska sommarspelen 2020 i Tokyo som hölls mellan den 23 juli och 8 augusti 2021 efter att ha blivit framflyttad ett år på grund av covid-19-pandemin. Det var 6:e sommar-OS som Eritrea deltog vid. Ingen av landets deltagare erövrade någon medalj.

## Cykling

### Landsväg
| Idrottare               | Gren                | Tid             | Placering       |
| ----------------------- | ------------------- | --------------- | --------------- |
| Amanuel Ghebreigzabhier | Herrarnas linjelopp | 6:15.38         | 50              |
| Amanuel Ghebreigzabhier | Herrarnas tempolopp | 1:03.22,80      | 33              |
| Merhawi Kudus           | Herrarnas linjelopp | 6:16.53         | 55              |
| Mossana Debesay         | Damernas linjelopp  | Fullföljde inte | Fullföljde inte |

## Friidrott
Förkortningar
- Notera– Placeringar avser endast det specifika heatet.
- Q = Tog sig vidare till nästa omgång
- q = Tog sig vidare till nästa omgång som den snabbaste förloraren eller, i teknikgrenarna, genom placering utan att nå kvalgränsen
- i.u. = Omgången fanns inte i grenen
- Bye = Idrottaren behövde inte tävla i omgången

Gång- och löpgrenar
Herrar
| Idrottare            | Gren           | Heat       | Heat      | Final      | Final     |
| Idrottare            | Gren           | Resultat   | Placering | Resultat   | Placering |
| -------------------- | -------------- | ---------- | --------- | ---------- | --------- |
| Yemane Haileselassie | 3 000 m hinder | 8.14,63 SB | 5 q       | 8.15,34    | 5         |
| Aron Kifle           | 10 000 m       | i.u.       | i.u.      | 28.04,06   | 12        |
| Yohanes Ghebregergis | Maraton        | i.u.       | i.u.      | 2:15.34    | 22        |
| Goitom Kifle         | Maraton        | i.u.       | i.u.      | 2:13.22    | 14        |
| Oqbe Kibrom Ruesom   | Maraton        | i.u.       | i.u.      | 2:16.57 SB | 35        |

Damer
| Idrottare     | Gren     | Heat     | Heat      | Final            | Final            |
| Idrottare     | Gren     | Resultat | Placering | Resultat         | Placering        |
| ------------- | -------- | -------- | --------- | ---------------- | ---------------- |
| Rahel Daniel  | 5 000 m  | 15.02,59 | 8         | Gick inte vidare | Gick inte vidare |
| Dolshi Tesfu  | 10 000 m | i.u.     | i.u.      | 31.37,98         | 15               |
| Kokob Solomon | Maraton  | i.u.     | i.u.      | DNF              | DNF              |
| Nazret Weldu  | Maraton  | i.u.     | i.u.      | 2:37.01          | 43               |

## Simning
| Idrottare     | Gren                  | Heat  | Heat      | Semifinal        | Semifinal        | Final            | Final            |
| Idrottare     | Gren                  | Tid   | Placering | Tid              | Placering        | Tid              | Placering        |
| ------------- | --------------------- | ----- | --------- | ---------------- | ---------------- | ---------------- | ---------------- |
| Ghirmai Efrem | Herrarnas 50 m frisim | 23,94 | 46        | Gick inte vidare | Gick inte vidare | Gick inte vidare | Gick inte vidare |